# Édouard Rod
 (juillet 2024).
Édouard Rod, né le 31 mars 1857 à Nyon et mort le 29 janvier 1910 à Grasse, est un critique littéraire, journaliste, bellettrien et écrivain suisse.

## Biographie
Originaire de Ropraz, Rod étudie à l'université de Lausanne, où il rédige sa thèse de doctorat sur la légende d'Œdipe (Le Développement de la légende d'Œdipe dans l'histoire de la littérature), puis à Berlin, où il s'enthousiasme pour les doctrines de Schopenhauer et la musique de Wagner. En 1878, il arrive à Paris.

Critique réputé, il écrit de nombreux romans naturalistes inspirés des idées d'Émile Zola, avec qui il publie, en 1879, une brochure polémique, intitulée « À propos de l'Assommoir », marquant ainsi son engagement aux côtés du chef de file du naturalisme. En 1881, il dédie sa nouvelle Palmyre Veulard à Zola, dont il est devenu l'ami et le disciple. 

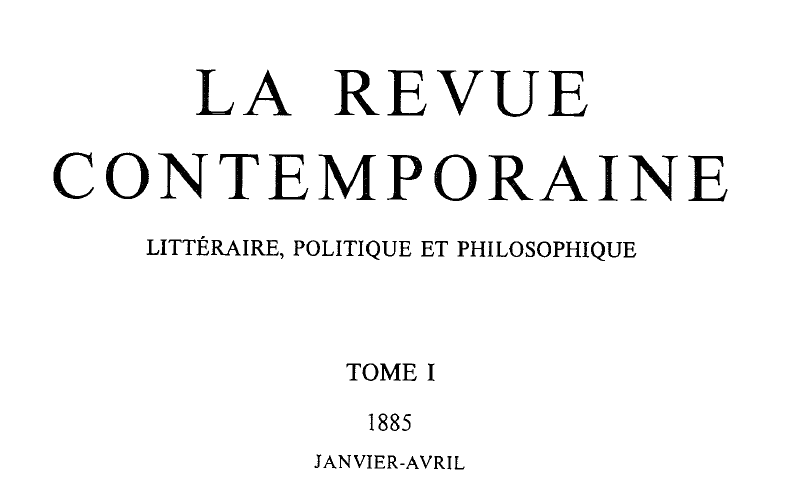
La Revue contemporaine

En 1884 il devient rédacteur en chef et éditeur de la Revue contemporaine. 
Il collabore à plusieurs périodiques (Revue réaliste , Le Figaro, Journal des débats, la Revue des deux Mondes, Revue wagnérienne, et, en Suisse, à La Semaine littéraire).
En 1887, il succède à Marc Monnier en tant que professeur de littérature comparée à l'université de Genève jusqu'en 1893. Il regagne ensuite la capitale française et poursuit une abondante œuvre romanesque, alternant ses sujets, tantôt rétrospectifs, tantôt d'actualité, et ses décors, tantôt parisiens, tantôt suisses.
La Course à la mort (1885) marque un tournant de son œuvre : dans cet ouvrage, il abandonne le naturalisme littéraire pour l'analyse des motifs moraux. Il donne le meilleur de lui-même en présentant des cas de conscience, la lutte entre la passion et le devoir, et les vertus du renoncement. Le Sens de la vie (1889), l'un de ses ouvrages les plus fameux, est en quelque sorte un complément de La Course à la mort. Il sera suivi par de nombreux romans et livres de critique littéraire de 1892 à 1906.
En 1891, il répond à l’enquête de Jules Huret sur l’évolution littéraire  . Goncourt lui trouve "une figure rondelette de lettré suisse".
En 1906, il publie L'Affaire J.-J. Rousseau, et écrit une pièce en trois actes sur un épisode de la vie du philosophe, Le Réformateur, produite au Nouveau Théâtre à Paris.
Alors que certains le poussent à poser sa candidature à l'Académie française, il décline cet honneur qui l'aurait contraint à prendre la nationalité française et à abandonner sa nationalité suisse (réagissant comme le fera plus tard Maurice Maeterlinck en 1911).
Il fut l'ami de Charles-Ferdinand Ramuz et de l'écrivaine Nancy-Marie Vuille avec laquelle il entretient une riche correspondance.
Il meurt subitement le 29 janvier 1910 à Grasse.

## Postérité
Celui que l'on surnommait l’« Anatole suisse », en raison de l'oubli dans lequel ses œuvres sont tombées au XXe siècle et par analogie avec Anatole France.
Charles-Ferdinand Ramuz lui a rendu un hommage sobre dans l'évocation de sa première rencontre avec le peintre René Auberjonois.
Des villes suisses ont donné son nom à des voies : une rue Édouard-Rod à Genève et des avenues Édouard-Rod à Lausanne et à Nyon.
Jacqueline de Romilly évoque Édouard Rod dans Jeanne.

### Prix
Un prix Édouard Rod a été créé en 1996 sous l’impulsion de Jacques Chessex (1934-2009), en son honneur. Il est décerné tous les ans à la Fondation l'Estrée à Ropraz (VD), qui le soutient financièrement. Le prix peut être donné à une œuvre suisse romanesque, ou poétique, critique, dramatique, aussi bien qu’à un récit ou des nouvelles. Le jury est composé d'Olivier Beetschen, Thierry Raboud, Florence Schluchter Robins, Jördis Tietje-Girault et Jean-Dominique Humbert (président). Il se réunit plusieurs fois par année et remet le prix au mois de septembre à la Fondation de l'Estrée.

#### Récipiendaires
- 1996 : Jean-Louis Kuffer pour Par les temps qui courent.
- 1998 : Michel Layaz pour Ci-gisent.
- 2000 : Jacques Roman pour L’Ouvrage de l’insomnie, Grigny, éd. Paroles d’Aube, 1999.
- 2002 : Janine Massard pour Comme si je n’avais pas traversé l’été, Vevey, Éditions de l'Aire, 2001[6]
- 2004 : Georges Haldas pour l’ensemble de son œuvre.
- 2006 : Patrice Duret pour Le Chevreuil, éd. Zoé, 2004.
- 2008 : Alexandre Voisard pour l’ensemble de son œuvre.
- 2010 : Olivier Beetschen pour son recueil de poèmes Après la comète, éd. Empreintes, Chavannes/Renens, 2007.
- 2010 : Jil Silberstein pour Une Vie sans toi, Lausanne, éd. L’Âge d’Homme,
- 2012 : Yvette Z'Graggen (posthume) pour son livre Juste avant la pluie, Vevey, Éditions de l'Aire, 2011.
- 2013 : François Debluë pour l’ensemble de son œuvre.
- 2014 : Antoine Jaquier pour Ils sont tous morts, Éditions l'Âge d'homme, 2013.
- 2015 : Anne-Claire Decorvet pour Un lieu sans raison, Bernard Campiche éditeur, 2015.
- 2016 : Pierre Béguin pour Condamné au bénéfice du doute, Bernard Campiche éditeur, 2016[7]
- 2017 : Éric Bulliard pour L'Adieu à Saint-Kida, Éditions de l'Hèbe, 2017[8]
- 2018 : Bernadette Richard pour Heureux qui comme, Éditions d'autre part, 2017[9]
- 2019 : Julien Sansonnens pour L'Enfant aux étoiles, Éditions de l'Aire, 2018[10]
- 2020 : Alain Bagnoud pour La Vie suprême, Éditions de l'Aire, 2020[11]
- 2022 : Julien Burri pour Roches tendres, Éditions d'autre part, 2022

## Citations
« Les peuples marchent grisés par les mots sonores et menteurs claironnés à leurs oreilles, sans révolte, passifs et résignés, alors qu'ils sont la masse et la force, et qu'ils pourraient, s'ils savaient s'entendre, établir le bon sens et la fraternité à la place des roueries sauvages de la diplomatie. »

— Édouard Rod

## Œuvres
- Les Allemands à Paris, éd. Derveaux  Paris, 1880.
- Palmyre Veulard, éd. Dentu, Paris, 1881, Texte en ligne.
- Les Protestants. Côte à côte, éd. Ollendorff  Paris, 1882.
- La Chute de Miss Topsy, éditions Henry Kistemaeckers, Bruxelles, 1882, Texte en ligne.
- L'Autopsie du docteur Z et autres nouvelles, Klein et Cie, Paris, 1884, Texte en ligne.
- La Femme d'Henri Vanneau, éd. E. Plon, Nourrit et Cie, Paris, 1884.
- La Course à la mort, éd. Frizine et Cie, Paris, 1885, Texte en ligne.
- Tatiana Leïlof, Plon-Nourrit et Cie, Paris, 1886.
- Le Sens de la vie[12], éd. Payot, Lausanne, 1889, lire en ligne. Prix de Jouy de l’Académie française.
- Les Trois Cœurs, éd. Ddier, Paris, 1890, lire en ligne.
- Nouvelles romandes, éd. Payot, Lausanne, 1891 (La grande Jeanne, Pension de famille, La Femme à Bouscatey, Le Tabac de mon oncle Jacques, Les Knie, Un Coupable, Croquis alpestres Souvenirs de Noël, Le Retour), Texte en ligne.
- La Sacrifiée, éd. Payot, Lausanne, 1892 (premièrement publié sous forme de roman-feuilleton dans Le Figaro du 1er juillet 1891 au 3 août 1891).
- La Vie privée de Michel Teissier, éd. Perrin, Paris, 1893, lire en ligne.
- La Seconde Vie de Michel Teissier, éd. Perrin, Paris, 1894.
- Le Silence, éd. Perrin, Paris, 1894, Texte en ligne.
- Les Roches blanches, éd. Fayard, Paris, 1895.
- Le Dernier Refuge, éd. Perrin, Paris, 1896.
- L'Innocente, éd. Paul Ollendorff, Paris, 1897, Texte en ligne.
- Là-haut, éd. Perrin, Paris, 1897, Texte en ligne.
- Le Ménage du pasteur Naudié, éd. Charpentier, Paris, 1898.
- Mademoiselle Annette, éd. Perrin Paris, 1901, Texte en ligne.
- L'Eau courante, coll. « Bibliothèque-Charpentier », Paris, Fasquelle, 1902.
- L'Inutile Effort, Perrin, Paris, 1903.
- Luisita, Payot, Lausanne, 1903, Texte en ligne.
- Un Vainqueur, éd. Charpentier, Paris, 1904.
- L'Indocile, éd. Fasquelle, bibliothèque Charpentier, Paris, 1905. Prix Vitet de l’Académie française 1906, Texte en ligne.
- Reflets d'Amérique, éd. Sansot, Paris, 1905, lire en ligne.
- Le Réformateur, éd. ?, 1906.
- L'Incendie, éd. Perrin, Paris, 1906.
- L'Ombre s'étend sur la montagne, éd. Nelson,Paris, 1907, Texte en ligne.

Études critiques
- Le développement de la légende d'Œdipe dans l'histoire de la littérature, Impr. G. Bridel, Lausanne, 1879.
- À propos de l'Assommoir, en collaboration avec Émile Zola, 1879, lire en ligne.
- Lamartine, Lecène, Oudin et Cie, Paris, 1883.
- Stendhal, Paris, Hachette, 1892.
- Les Idées morales du temps présent, Paris, Perrin, 1897, lire en ligne.
- Essai sur Goethe, Paris, Perrin, 1898, Texte en ligne.
- Nouvelles Etudes sur le XIXe siècle, Paris, Perrin, 1899.
- L'Affaire J.-J. Rousseau, Paris, Perrin, 1906.

## Sources
- « Édouard Rod », sur la base de données des personnalités vaudoises sur la plateforme « Patrinum » de la Bibliothèque cantonale et universitaire de Lausanne.
- Article Édouard Rod dans le Dictionnaire historique de la Suisse en ligne.
- Dictionnaire des littératures suisses, Pierre-Olivier Walzer, p. 364.
- Histoire de la littérature en Suisse romande, Roger Francillon, vol. 2, p. 111-112 et p. 197-201.
- Dictionnaire des écrivains suisses d'expression française, Alain Nicollier Henri-Charles Dahlem, vol. 2, 755-760.
- Livre d'or du 150e anniversaire : 1806-1956 Belles Lettres de Lausanne, p. 441, p. 350 (1241).
- Études de lettres, 1957, tome 27, n° 2, consacré à Édouard Rod (Henri Perrochon).
- Fonds Edouard Rod (1891-1906) [0.22 ml].  Cote : EDRO. Neuchâtel : Bibliothèque publique et universitaire de Neuchâtel (présentation en ligne).